# Калита, Евгений Григорьевич
Евгений Григорьевич Калита (укр. Євген Григорович Калита; 7 ноября 1925, Пулины, УССР, СССР — 7 апреля 1985, Чернигов, УССР, СССР) — советский математик, первый директор Черниговского филиала Киевского политехнического института.

## Биография
Родился 7 ноября 1925 года в пгт. Пулины ныне Житомирской области в семье служащих. В 1933 году пошел в школу в г. Полтава. В 1936 году переехал с семьёй в Чернигов, учился в школе № 8 им. Кирова. В августе 1941 вместе с семьей был эвакуирован в Саратовскую область. С июня по октябрь 1942 года трудился помощником комбайнёра Романовской МТС.
С марта по август 1943 г. — курсант Могилевского пехотного училища, в августе — октябре 1943 служил рядовым, пулемётчиком 186 гвардейского стрелкового полка 62-й гвардейской стрелковой дивизии Степного и II Украинского фронта. В октябре 1943 был ранен, лечился в госпитале № 4172 Украинского фронта до апреля 1944 года. Пару месяцев воевал автоматчиком 33 гвардейской мотострелковой бригады 2-го Украинского фронта в Румынии. С июля 1944 по январь 1945 года участвовал в освобождении Польши в составе 1-го Белорусского фронта в качестве пулемётчика, автоматчика, командира отделения автоматчиков-разведчиков, исполнял обязанности комсорга рота. В январе 1945 вновь ранен, до июля лечился в госпитале № 4104 в г. Ташкенте.
Год (с сентября 1945 по сентябрь 1946) проучился в Киевском политехническом институте, но из-за обострения старых ран отложил учёбу и лечился в госпитале в г. Чернигов. В 1946—1948 годах учился на физико-математическом факультете Черниговского государственного учительского института по специальности «Учитель математики и физики 5-7 классов». Получил диплом с отличием № 290011. Во время обучения получал Сталинскую стипендию за отличное обучение и активное участие в общественной работе.
1948 г. — учитель математики 8-10 классов Черниговской средней школы № 1 им. Горького, параллельно работал старшим лаборантом Черниговского Государственного учительского института. Июль 1948-сентябрь 1950 гг. — выполнял обязанности ассистента кафедры педагогики Черниговского государственного учительского института.
Заочно учился на физико-математическом факультете Нежинского педагогического института по специальности «Преподаватель математики». Учился на курсах преподавателей математики высших учебных заведений при Московском госуниверситете по специальности «Преподаватель математики высших учебных заведений».
В 1955 году работал на должности старшего преподавателя кафедры математики Черниговского государственного педагогического института. В 1959 г. — назначен деканом педагогического факультета Черниговского государственного педагогического института. В 1960—1965 годах работал деканом общетехнического факультета Киевского политехнического института с вечерней формой обучения (приказ Министерства ВССО УССР от 11 марта 1960). Будучи старшим преподавателем кафедры высшей математики и теоретической механики, читал лекции по высшей математике студентам механического отделения. В 1965—1982 годах занимал должность директора Черниговского филиала Киевского политехнического института в составе трех факультетов: механического, технологического, общетехнического. При нём в 1968 году началось строительство нового учебного корпуса по адресу ул. Шевченко, 95. В 1970 году начали строить лабораторный корпус № 2, в 1974 — «пристройка к зданию школы № 16», в 1979 — общежитие № 2.
За время его руководства в черниговском филиале были организованы четыре факультета, в том числе — два с дневной формой обучения, создано 15 кафедр.
1 июля 1982 года вышел на персональную пенсию республиканского значения.
Делегат XXV съезда КПСС, депутатом Черниговского областного Совета народных депутатов, неоднократно избирался членом горкома Компартии Украины, членом Деснянского райкома Компартии Украины, член областного и городского отделений общества «Знание», много лет занимал должность заместителя председателя областной организации общества.
Скончался 7 апреля 1985 года.

## Признание и награды
- медаль «За отвагу» (1944)
- Орден Славы III степени (1945)
- Медаль «За победу над Германией в Великой Отечественной войне 1941—1945 гг.».
- Медаль «За освобождение Варшавы» (1945).
- Медаль «В ознаменование 100-летия со дня рождения Владимира Ильича Ленина» (1970)
- орден «Знак Почёта» (1961, 1971, 1975).
- почётное звание «Заслуженный работник высшей школы УССР» (1978).
- Юбилейная медаль «Двадцать лет Победы в Великой Отечественной войне 1941—1945 гг.»
- Юбилейная медаль «50 лет Вооружённых Сил СССР»
- почётный знак «25 лет победы в Великой Отечественной войне»
- почётный знак «50 лет Украинской ССР»[1][2].